# Gudadinni, Bilgi
Gudadinni là một làng thuộc tehsil Bilgi, huyện Bagalkot, bang Karnataka, Ấn Độ.